# Rue de la Tourette
La rue de la Tourette est une rue du quartier des pentes de la Croix-Rousse dans le 1er arrondissement de Lyon, en France.

## Situation et accès
La rue débute boulevard de la Croix-Rousse pour se terminer place Lieutenant-Morel. Les rues Ornano et Saint-Bruno s'y terminent. La circulation est dans le sens inverse de la numérotation avec un stationnement des deux côtés jusqu'à la rue Saint-Bruno puis un stationnement d'un seul côté jusqu'à la place Morel. 

## Origine du nom
Jacques Annibal Claret de La Tourrette (1692-1776) né à Lyon, est un président de la cour des monnaies de Lyon entre 1718 et 1740, puis prévôt des marchands entre 1740 et 1744.

## Histoire
La Tourette était un petit fief, près des Chartreux. La famille de la Tourette avait sans doute des relations avec ce domaine. Partie haute de la montée des Carmélites dont on distingue le tracé sur un plan de 1560. Elle prend son nom actuel au début du Second Empire. Le nom est attesté en 1854.